# سولومون جي. براون
سولومون جي. براون (بالإنجليزية: Solomon G. Brown)‏ هو عمال وناشط وشاعر وسياسي أمريكي، ولد في 14 فبراير 1829 في واشنطن العاصمة في الولايات المتحدة، وتوفي في 26 يونيو 1906 في الولايات المتحدة.